# 横浜市観光協会

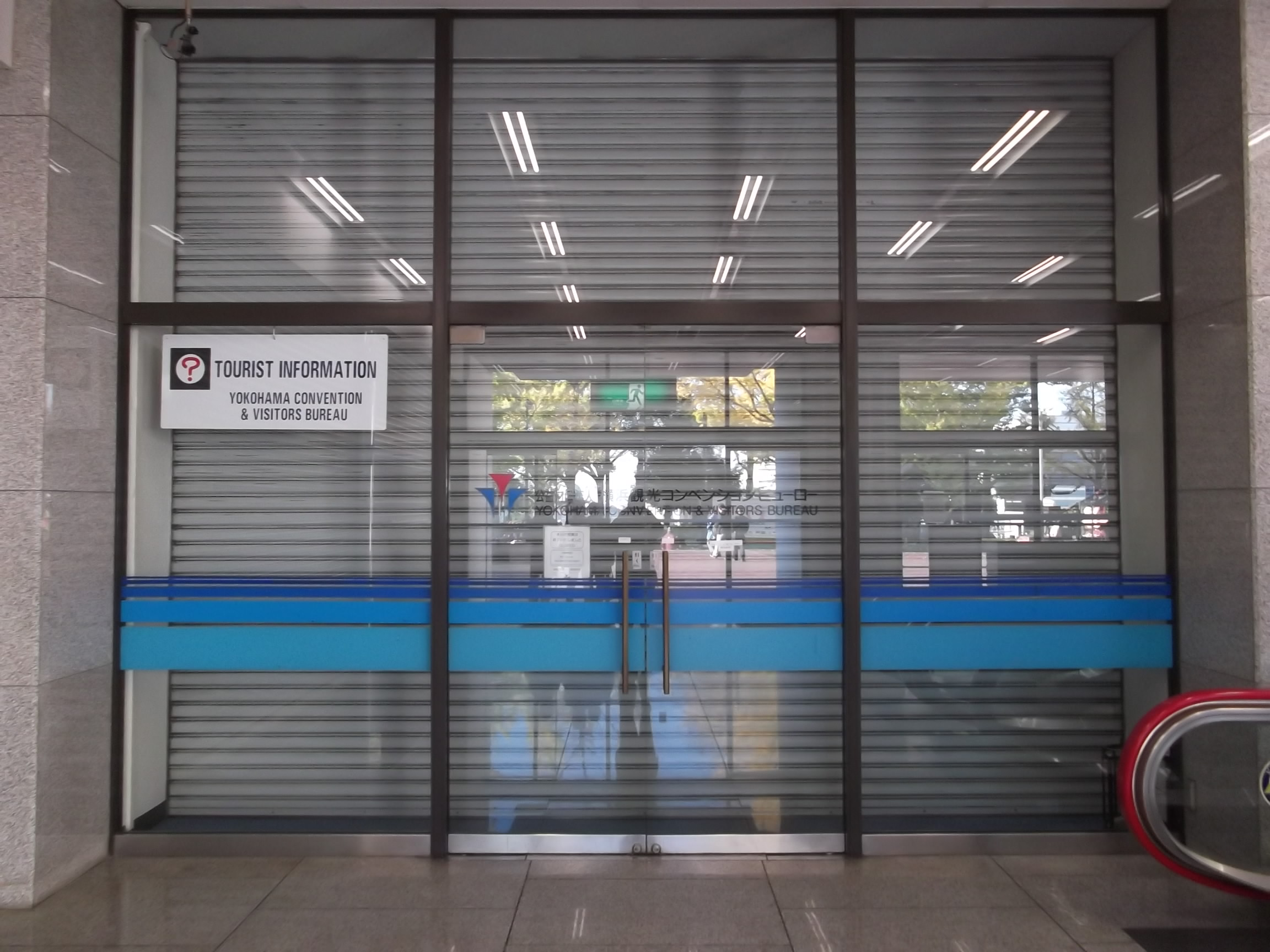
横浜市観光協会の入り口（旧称時代の2012年11月18日朝に撮影）

公益財団法人横浜市観光協会（こうえきざいだんほうじんよこはましかんこうきょうかい、英文名称: Yokohama City Visitors Bureau、略称: YCVB、旧称: 横浜観光コンベンション・ビューロー）は、横浜市及び神奈川県を中心とする産業・技術等の情報資源や歴史的・文化的資源を活用し、国内外からの観光客の 誘致・コンベンションの誘致および開催支援等を行うことにより、横浜市及びその周辺地域における観光・コンベンションの振興を図る事を目的として設立された公益財団法人である。横浜市の外郭団体。

## 概要
- 本部 - 横浜市中区山下町2 産業貿易センター1階
- 基本財団 - 10億円（出捐者 - 横浜市3億5,000万円）[3]

## 沿革
- 1961年2月16日 - 社団法人横浜市観光協会として設立[4]
- 1986年7月23日 - 社団法人横浜国際観光協会に改称[4]
- 1988年11月22日 - 財団法人横浜観光コンベンション・ビューロー設立[3]
- 1998年4月1日 - 社団法人横浜国際観光協会と財団法人横浜観光コンベンション・ビューローが合併[4]
- 2011年11月1日 - 公益財団法人横浜観光コンベンション・ビューローに移行[4]
- 2024年4月22日 - 公益財団法人横浜市観光協会に改称[2][5]

## 事業内容
- 観光資源開発事業[6]
国内での共同セールスの実施（教育旅行推進協議会）
横浜の着地型メニューによる発信（横浜バークルーズほか）[7]
四季の賑わいを意識したモデルコースの検討
横浜のモノはじめ・コトはじめ（鉄道発祥140周年ほか）の発信

- インバウンド事業等[6]
国内外での共同セールス&プロモーションの実施（VJ事業・YCVB事業との連携）
現地旅行博共同出展参加（VJ事業・部会による参加）
箱根・鎌倉を始めとした近隣都市との連携強化
海外インバウンド向けブランド「美の横浜」のコンテンツ拡充に向けた取り組み

- MICE都市・横浜推進事業[6]
横浜MICE説明会の開催
地域MICEの取組強化による独自メニュー開発とプロモーション
大型国際会議と連携したアフターコンベンションメニューなど街の賑わい作りの企画・実施
地方における共同MICEセールスの実施など